# Liste der Kulturdenkmäler in Schwall (Rhein-Hunsrück-Kreis)
In der Liste der Kulturdenkmäler in Schwall sind alle Kulturdenkmäler der rheinland-pfälzischen Ortsgemeinde Schwall aufgeführt. Grundlage ist die Denkmalliste des Landes Rheinland-Pfalz (Stand: 27. Oktober 2023).

## Einzeldenkmäler
| Bezeichnung                                  | Lage                | Baujahr | Beschreibung             | Bild            |
| -------------------------------------------- | ------------------- | ------- | ------------------------ | --------------- |
| Filialkapelle Zur Schmerzhaften Muttergottes | Lindenstraße 6 Lage | 1879    | Saalbau, bezeichnet 1879 | Fotos hochladen |